# Skiskydning under vinter-OL 2018 – stafet – Damer
 Stafet for damer bliver afviklet over 4 gange 5 km. Konkurrencen bliver afholdt 22. februar 2018. 

## Konkurrencen
Hver af de fire deltagere skyder to gange à 5 skud, en gange liggende og en gange stående. For hver forbier må deltageren genlade i alt tre gange på hver skydning, da deltagerne har dette antal ekstra patroner med. Forbiere udover dette resulterer i en strafferunde.

## Resultater
| Placering | Start# | Navn | Nation | Tid | Strafferunder (L(e)+S(e)) | Tidsdiff. |
| --------- | ------ | ---- | ------ | --- | ------------------------- | --------- |
| 1         | -      | -    | -      | -   | -                         | 0.0       |
| 2         | -      | -    | -      | -   | -                         | +x.x      |
| 3         | -      | -    | -      | -   | -                         | +x.x      |
| 4         | -      | -    | -      | -   | -                         | +x.x      |
| 5         | -      | -    | -      | -   | -                         | +x.x      |
| 6         | -      | -    | -      | -   | -                         | +x.x      |
| 7         | -      | -    | -      | -   | -                         | +x.x      |
| 8         | -      | -    | -      | -   | -                         | +x.x      |
| 9         | -      | -    | -      | -   | -                         | +x.x      |
| 10        | -      | -    | -      | -   | -                         | +x.x      |

## Medaljeoversigt
| Event        | Guld | Sølv | Bronze |
| ------------ | ---- | ---- | ------ |
| Stafet Damer |      |      |        |